# Раджапала
Раджапала — індійський магараджахіраджа з династії Гуджара-Пратіхари.

## Життєпис
Син магараджахіраджи Віджаяпали. Спадкував владу між 984 і 989 року. Вважається тим самим правителем Каннауджа з праці персько-індійського історика Фірішти, що надав військову допомогу кабулшаху Джаяпалі у протистоянні з Себік-Тегіном з Газні.
В подальшому ймовірно зумів відновити авторитет Гуджара-Пратіхара, оскільки мусульманські джерела вказують саме на нього, як ініціатора створення антиісламської коаліції індійських держав. Втім є суперечливою версією про участь військ Раджапали в битві біля Пешавару, де Джаяпала зазнав поразки.
1008 року відгукнувся на заклик магараджи Анандапали Шахі, допомігши зібрати коаліцію індійських держав. Втім у битві біля Чача вона зазнала ніщивної поразки від Махмуда Газневі. З цього часу Раджапала діяв постійно з Парамара і Чандела проти вторгнень Газневідів. Протягом 10 років запекло бився з Газневідами, що відбилося в перських хроніках, де Раджапалу названо одним з найнебезпечніших ворогів мусульман.
У вересні 1018 року Махмуд Газневі пройшов до власне володінь Гуджара-Пратіхарів, завдавши поразки біля фортеці Барба (в сучасному окрузі Буландшахр), а потім перемігши Кулачандру, раджу Магабани, 20 грудня раптово підійшовши до Каннауджа. Немаючи значних військ Раджапала втік через Ганг до фортеці Барі, що дозволило ворогові без зусиль захопити столицю Гуджара-Пратіхарів, пограбувавши її.
Після залишення Каннауджа військами Газневідів проти Раджапала виступив Від'ядхара з клану Чандела, що оголосив про намір покарати того за боягство. При цьому більш важливим чинником стало бажання закріпити свою першість. На його бік перейшов Трілочанпала, син Раджапали, сприявши поваленю батька.